# Goskino
Goskino (en russe Госкино, abréviation de Государственный комитет СССР по кинематографии ; Gossoudarstvenny komitet SSSR po kinematografii, litt. « Comité d'État de l'URSS pour le cinéma ») est l'administration centrale pour le cinéma en Union soviétique.

## Historique
Le premier organisme de production et de distribution cinématographique de la république socialiste fédérative soviétique de Russie (RSFSR) jusqu'en 1924 s'appelle Goskino. Les organisations qui lui ont succédé s'appellent Sovkino (jusqu'en 1930) et Soyouzkino. La mission de Soyouzkino consistait à centraliser la gestion de l'industrie cinématographique et à exercer un contrôle politique direct sur toutes les productions cinématographiques. Le mandat de Soyouzkino s'est étendu à l'ensemble de l'Union soviétique à partir de 1931/1932.
Un nouvel organisme Goskino est créé le 23 mars 1963 par le Conseil des ministres de l'URSS. De 1965 à 1972, il portait le nom de « Comité du cinéma du Conseil des ministres ». De 1972 à 1978, le comité a retrouvé son nom d'origine. Entre 1978 et sa dissolution le 14 novembre 1991, il s'appelait « Comité d'État de l'URSS pour le cinéma ». Alexeï Romanov (ru) (1963-1972) et Filipp Iermach (ru) (1972-1986), entre autres, ont dirigé Goskino.

### Roskino
En 1992, l'organisme qui lui a succédé, « Roskomkino » (Государственный комитет Российской Федерации по кинематографии, Comité d'État pour la cinématographie de la fédération de Russie), a été créé puis rebaptisé « Roskino ». Roskino a été dissous en mai 2008 par le décret no 867 de Vladimir Poutine.